# Энона

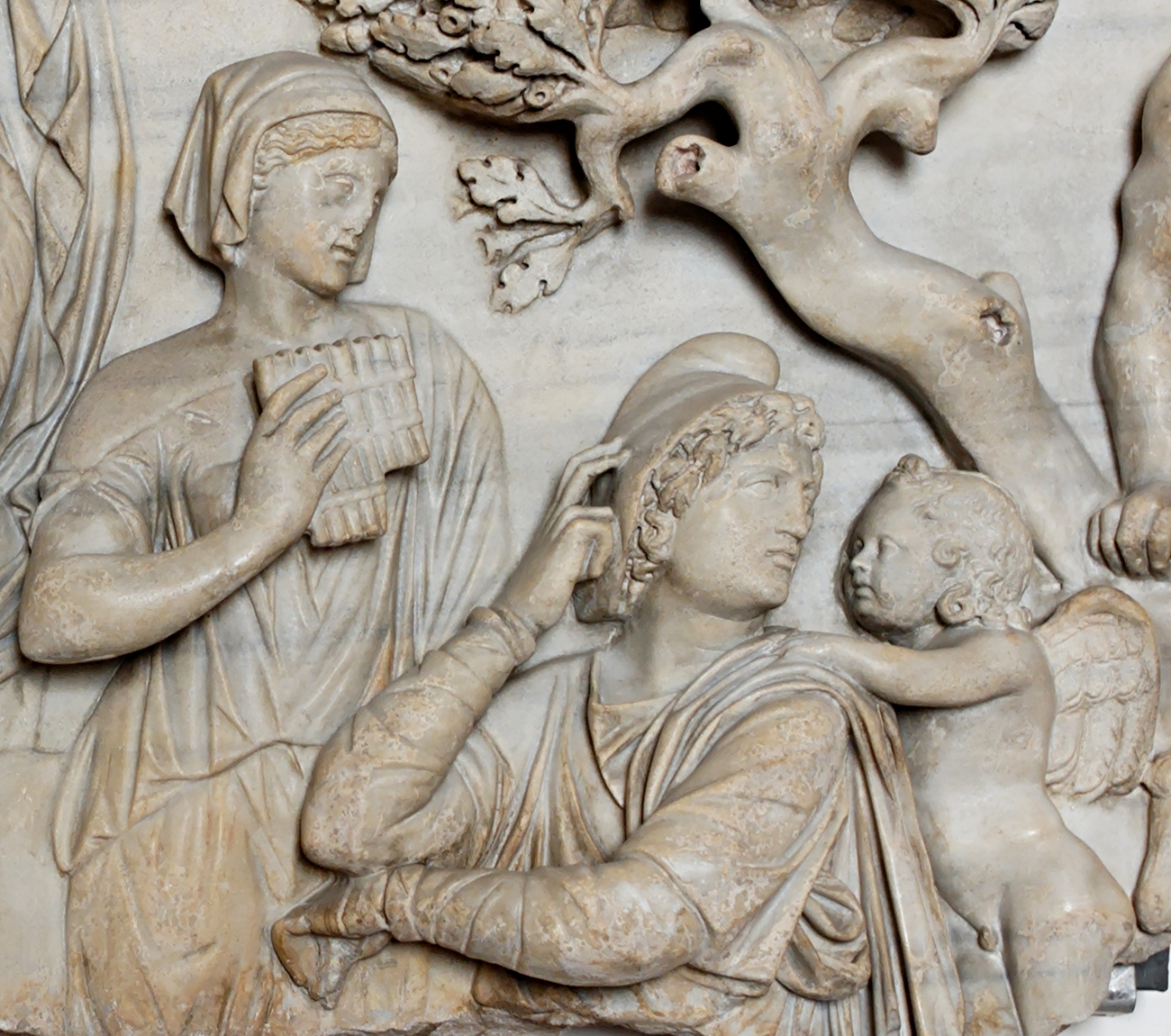
Энона, Парис и Эрос

Энона (Ойнона, др.-греч. Οἰνώνη) — в греческой мифологии нимфа, дочь Кебрена, бога реки, текущей у Трои. Первая жена Париса, с которой он долго и счастливо жил на горе Иде до того, как отправился за Еленой Прекрасной. Парис клялся ей в любви. Энона научилась у Реи искусству прорицания и предсказала Парису, чтобы тот не отправлялся в плавание за Еленой, но тот не послушал её. Когда Парис был ранен Филоктетом, он отправился к Эноне на Иду, но та из мести отказалась его вылечить. Позднее она раскаялась и принесла лекарства, но застала Париса мёртвым и повесилась, либо бросилась в костёр Париса.
Её упоминают также Вакхилид, Парфений, Конон. Овидий сочинил письмо Эноны Парису (Героиды V). Поэму «Энона» написал Теннисон.
В честь Эноны назван астероид (215) Энона, открытый в 1880 году российским астрономом Виктором Карловичем Кнорре.